# Opie Read
Opie Percival Read (Nashville, 22 dicembre 1852 – Chicago, 2 novembre 1939) è stato uno scrittore e giornalista statunitense.
È autore del romanzo A Kentucky Colonel (1890) da cui è stato tratto il film muto Zampe di gallina (1920).